# 자기소개서
자기소개서(自己紹介書)는 타인에게 자기를 소개하는 글로 주로 입시, 취업을 위해 이력서와 함께 작성하는 필수 문서이다. 흔히 자소서로 줄여서 부르며, 기본적으로 내가 살아온 생애를 시작으로 특성과 장점을 작게는 타인 크게는 대학교,대학원, 회사에 구체적으로 보여주기에, 다양한 영역에서 활용하고 있다. 

## 형식
형식은 다음과 같다.
- 이력서와 자기소개서 형식은 인사담당자가 정한 형식에 맞게 서술해야 하며, 자유형식이라고 해도 채용동기 등 기본내용을 갖추어야 함.
- 자기소개서와 이력서는 채용지원자의 교양 및 교육수준을 보여주므로, 표준어와 국어문법에 맞게 써야 함.  방언, 비속어, 이모티콘을 쓰면 안 되고, 국어의 표준이자 국가의 공용어인 표준어, 우리말의 규칙인 문법에 맞게 내용을 작성해야 한다. 워드프로세서의 맞춤법검사(아래아한글은 F8)를 쓰면, 맞춤법에 어긋나는 문장이나 낱말을 고칠 수 있다.
- 종결어미, 주어의 인칭 모두 일관성을 갖추어야 한다. 종결어미를 합쇼체인 -합니다. 라고 썼다면 -합니다라고만 문장을 끝내야 하고, 주어의 인칭도 저는, 제가라고 쓰고자 한다면, 모든 문장에서 주어의 인칭을 똑같이 써야 한다.
- 내용을 쓸 때에는 중요한 내용만 간략하게 쓸 것.
- 이력서와 자기소개서의 워드프로세서 파일형식은 인사담당자가 읽을 수 있는 워드프로세서 형식이어야 하며, 인사담당자가 공개채용계획을 발표하면서 첨부한 이력서와 자기소개서를 내려받아서 구성에 맞게 작성하고 나서, 인사담당자가 채용계획을 작성할 때에 안내한 내용대로 인사담당자의 전자우편 주소에 첨부하여 보내면 됨.
- 인사담당자가 공개채용계획을 발표하면서, 첨부한 이력서와 자기소개서 형식을 사용할 것.

## 구성
- 채용동기, 채용 후 계획 : 자신의 적성에 맞게 채용동기, 계획을 서술해야 함.
- 성격의 장단점 : 성격의 장단점은 채용지원자가 자신의 단점을 정확하게 이해하고, 장점으로 고쳐나가는 노력, 현실에 만족하지 않고 발전을 할 수 있도록 노력함을 볼 수 있기 때문에 쓰는 것임.
- 성장과정 : 자신의 성장서사를 써야 함.
- 지원한 업무와 관련한 경력 : 사용자들이 채용지원자의 업무능력을 판단할 수 있는 중요한 기준이다. 이력서, 자기소개서, 면접 등으로써 사용자들은 채용지원자의 외국어 시험성적이나 학력을 보는 비율을 줄이고, 채용지원자가 한 일을 중요하게 여기고 있다. 실제 한국통신에서 공개채용계획을 진행했는데, 해외유학을 하거나 공인회계사 자격증을 취득한 사람이 아닌 국내 대학교를 공부를 마치고(졸업성적이 3.5/4.5)이며, 유흥업소에서 고객들에게 술과 음료를 가져다주거나 고객응대업무를 하는 노동자인 웨이터 등으로 사회경험을 쌓음, 30대에 늦깍이 대학생이 된 사람을 채용했다고 한다. 그 이유는 통신상품을 개발할 때에 전화기와 인터넷을 같이 쓸 수 있는 상품을 개발하면 좋겠다는 기발한 생각을 채용지원자가 하였기 때문이다. 면접위원들은 당연히 공부머리가 좋은 다른 채용지원자들보다 문제해결능력이 뛰어난 채용지원자에게 좋은 성적을 주었다고 한다.[3]
- 마지막으로 내용에는 허위사실이 없어야 함. 허위사실을 서술한다면, 취업규칙에 따라 채용이 취소될 수 있음.[4]

## 첨삭과 대필
자기소개서는 명확한 기준이 제시되어 있지 않고 경험적으로 평가되는 어려움을 해소하기 위해 대필을 맡기는 경우도 존재한다. 일반적으로 누군가 글을 작성해 준다면 그것은 당연히 부정행위이다. 대필은 남의 글을 대신 써주는 행위를 지칭한다. 반면, 첨삭은 타인이 작성한 글의 일부를 수정하는 행위를 뜻하기에, 첨삭과 대필은 차이가 있다.